# Елесин, Фёдор Александрович
Фёдор Александрович Елесин (родился 4 января 1983 года, Ленинград) — российский виолончелист, создатель музыкальной платформы «Классика дома», руководитель и продюсер международных музыкальных и цифровых проектов, проживающий в Германии.

## Биография
Фёдор Елесин родился в Ленинграде в 1983 году. В 4-х летнем возрасте начал брать уроки музыки. Некоторое время спустя на его способности обратил внимание известный советский музыкант Мстислав Ростропович, впоследствии опекавший и поддерживавший Елесина в течение многих лет.
Елесин закончил Санкт-Петербургское музыкальное училище им. Н. А. Римского-Корсакова, получив музыкальное образование по классу виолончели. Там в числе педагогов Федора были виолончелист Санкт-Петербургской филармонии В. Атапин, виолончелист оркестра Мариинского театра А. Пономаренко, а также А. Н. Васильев (ректор Санкт-Петербургской государственной консерватории).
После окончания Средней специальной музыкальной школы-лицея при училище Федор начал активную концертную деятельность и выступал с сольными программами в разных залах, был солистом Санкт-Петербургского оркестра радио и телевидения.
Далее Елесин продолжил получать музыкальное образование, поступив в Высшую школу музыки и театра в Гамбурге (класс профессора Вольфганга Мельхорна), и окончил её в 2009 году.
Впоследствии, получив стипендию, присуждаемую талантливым музыкантам испанским Фондом королевы Софии (Fundación Reina Sofía), Елесин смог пройти обучение в Международном институте камерной музыки (Instituto Internacional de Música de Cámer) в Мадриде у Ральфа Готони, Бруно Санино и Менахема Пресслера.
Фёдор активно гастролирует, сольные выступления Елесина проходили в Карнеги-холле (Нью-Йорк), Берлинской филармонии, церкви Св. Мартина в полях (Лондон), Санкт-Петербургской государственной филармонии и других знаменитых мировых залах.
Вместе с пианисткой Алиной Кабановой Фёдор сформировал дуэт «Beethoven-Duo», с которым также активно выступал.
Помимо непосредственно карьеры в качестве музыканта, Елесин стал сам устраивать события в сфере музыки. с 2013 года Фёдор является организатором циклов концертов и музыкальных фестивалей.
Он стал художественным руководителем таких фестивалей, как «Арабески в России» (Arabesques), Musitektur — International festival Music Islands (2016) и др.
В числе мероприятий, где Елесин выступал как продюсер, можно выделить Каспийский фестиваль классической музыки OperaFirst. Astrakhan 2021

## Проекты
Фёдор Елесин создатель и продюсер различных музыкальных, цифровых и образовательных проектов.
В январе 2018 года он стал художественным руководителем немецкой музыкальной академии SchlossAkademie, которая дает образование молодым музыкантам и имеет ряд филиалов по всему миру. В академии преподают более 200 всемирно известных педагогов.
В марте 2020 года, в период распространения эпидемии коронавируса, Елесин создал музыкальную онлайн-платформу Classic@Home (проект «Классика дома»). Изначальной платформа служила для того, чтобы сделать концерты классической музыки доступными для зрителей онлайн в условиях пандемии. Затем стриминговый сервис начал развиваться в направлении концертного агентства, а также социальной и образовательной сети для музыкантов.
Проект поддержали такие институты в сфере музыки и искусства как Эрмитаж, ГИМ, WDR, Universal Edition, и т. д.
Первым большим международным проектом портала Classic@Home стал фестиваль BEE250VEN, прошедший онлайн с 1 по 30 августа 2020 года и представивший слушателям со всего мира более 40 концертов в исполнении более 250 музыкантов.
В мероприятии принимали участие Digital Orchestra Михаила Голикова, скрипачка Патриция Копачинская, скрипач Дайсин Касимото, пианист Николай Луганский, итальянский камерный ансамбль Quartetto di Cremona, солисты Metropolitan Opera и другие исполнители из США, стран Европы и Азии.
Следующим значимым мероприятием платформы «Классика дома» стал проект «Музыкальный мост», проведенный вместе с Гёте-институтом в рамках перекрестного Года России-Германии 2020/2021. «Мост» дал возможность студентам-музыкантам, а также просто любителям классической музыки познакомиться с немецкой системой высшего музыкального образования и инициировать международный обмен опытом.
В 2020 году портал Classic@Home также объявил международный конкурс WorldVision Music Contest, целью которого заявлено стремление сохранить следующее поколение молодых музыкантов для мирового музыкального сообщества и помочь молодым талантам. В рамках данного фестиваля состоялось партнёрство с крупнейшим СМИ о классической музыке — каналом The Violin Channel.
«Мы создали программу, которая позволяет музыкантам участвовать в конкурсе, не выходя из дома, и которая направлена на то, чтобы помочь им на всех этапах создания и записи произведений. Мы также собрали самый большой призовой фонд, который, как мы думаем, когда-либо предлагался на соревнованиях. Стипендии для создания успешной работы предоставляются на всех ступенях конкурса, поэтому ни один талант не останется незамеченным», — комментирует Елесин.
В 2021 году Фёдор становится президентом и куратором фестиваля OperaFirst. Astrakhan. В рамках фестиваля дебютирует сводный симфонический оркестр стран Прикаспия, создателем которого выступил сам Елесин и его Культурный фонд «Мьюзик Энтертейнмент».

## Награды
За годы творческой деятельности Елесин стал лауреатом 24 призов и наград различных международных музыкальных конкурсов.
Среди них: Премия фонда Deutsche Stiftung Musikleben, IBLA GRAND PRIZE, гран-при Prokofyev Award и другие.
Получив мировое признание и став обладателем этих наград, Федор Елесин, в свою очередь, сам стал тем, кто оценивает творчество музыкантов и награждает их. Так, в 2018 году на Первом Международном конкурсе скрипачей Виктора Третьякова (Красноярск), вручались специальные призы от Юрия Башмета, Валерия Гергиева, и других музыкантов, в том числе Фёдора Елесина.

## Интересные факты
· Будучи руководителем фестиваля Arabesques («Арабески на мосту Александра III»), привез в Россию видного политического деятеля Германии Олафа Шольца, который впоследствии предложил Федору немецкое гражданство.
· В 2016 году играл на виолончели Николая II (1898), за что в международных музыкальных кругах и прессе его стали называть «Царь Виолончели».
· Также, став стипендиатом конкурса Deutsche Stiftung Musikleben, играл на французском инструменте мастера по фамилии Gand.